# Alto do Rigo
O Alto do Rigo é uma elevação portuguesa localizada no concelho da Horta, ilha do Faial, arquipélago dos Açores.
Este acidente geológico encontra-se geograficamente junto ao vulcão central da ilha do Faial, do qual faz parte, que tem o seu ponto mais elevado no Cabeço Gordo que se eleva a 1043 metros de altitude acima do nível do mar. Esta formação geológica localiza-se a 573 metros de altitude acima do nível do mar.
Esta formação tem como localidade habitada mais próxima a Ribeira Funda, que se localiza entre a freguesia da Praia do Norte e a Freguesia dos Cedros e como elevações o Pico do Alto do Inverno e o Cabeço da Vaca.